# Siervas de Cristo Sacerdote

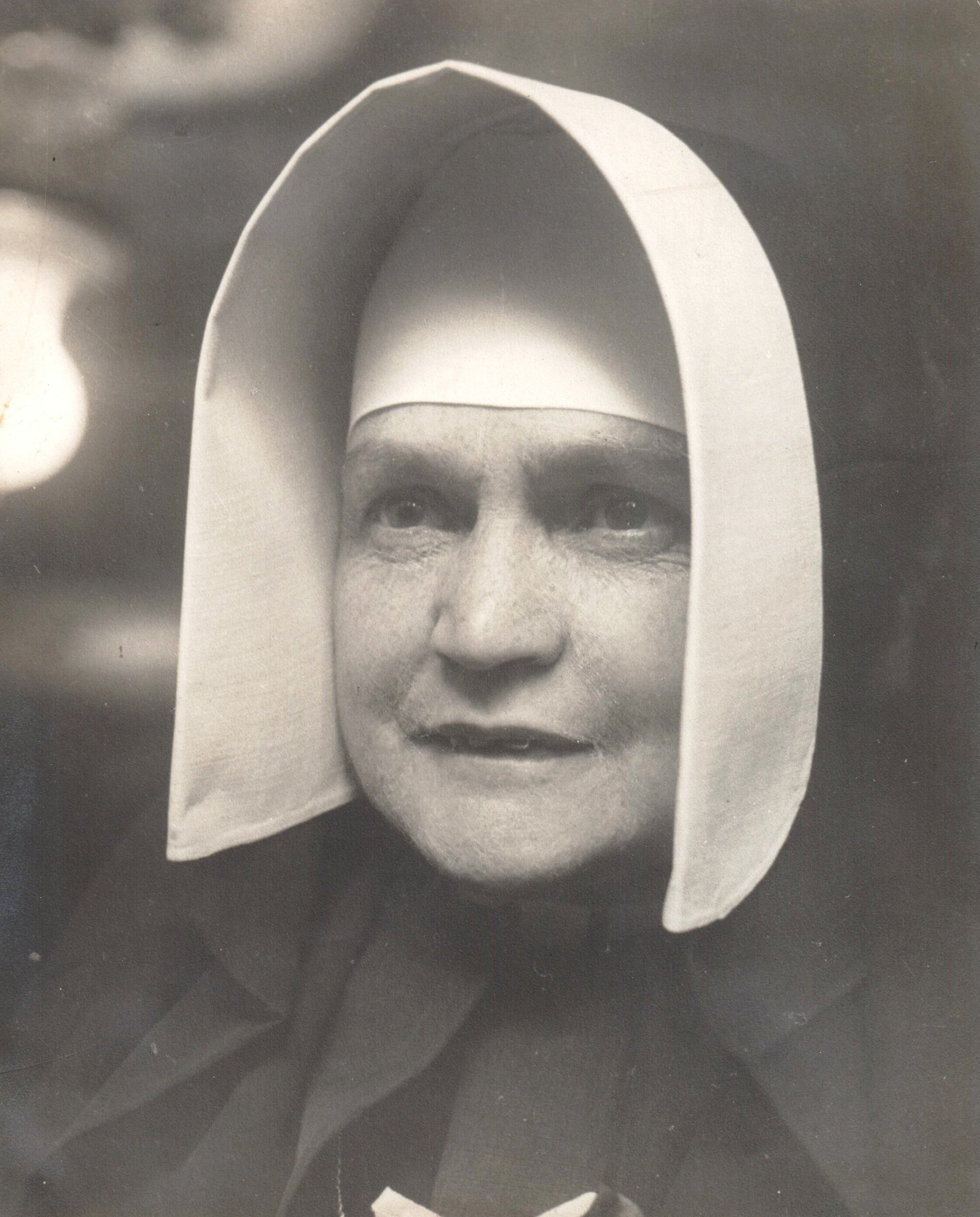
Margarita Fonseca Silvestre (1922)

Siervas de Cristo Sacerdote (Ordenskürzel SCS) ist ein römisch-katholischer Frauenorden und Ordensinstitut päpstlichen Rechts.
Die Kongregation wurde 1918 in Bogotá, Kolumbien, von Margarita Fonseca Silvestre mit Hilfe des Montfortianer-Missionars José Gourion und des Kanonikers Carlos Cortés Lee gegründet. 1928 erfolgte die bischöfliche Anerkennung und 1956 die Anerkennung durch den Heiligen Stuhl. 
Die Schwestern widmen sich der sozialen und karitativen Arbeit für Frauen aus den ärmeren Schichten der Gesellschaft und/oder in Situationen der Vernachlässigung, des Missbrauchs oder der Behinderung sowie für die Randgruppen. Sie sind vornehmlich in Waisenhäusern, Wohnheimen, Erziehungsanstalten tätig und unterstützen Priester in Pfarreien. 
Das Ordensinstitut, das von einer Generaloberin geleitet wird, hat seinen Hauptsitz in Bogotá. Neben Kolumbien sind sie auch in Ecuador, Italien und Peru vertreten. Ende 2015 zählte das Institut circa 115 Ordensschwestern in 31 Gemeinschaften und Häusern.